# Fancy Fair (De Boeck)
Fancy Fair is een compositie voor harmonieorkest of fanfare van de Belgische componist Marcel De Boeck.
Het werk bestaat uit drie delen: Tempo di Marcia: Show People, Lento: Fortune-Teller en Lento - Allegro moderato: Fun and fair.